# UFC 128
UFC 128: Shogun vs. Jones  est un événement de mixed martial arts organisé par l'Ultimate Fighting Championship. Il s'est tenu le 19 mars 2011 au Prudential Center de Newark, dans l'état du New Jersey.

## Historique
L’évènement était d'abord prévu à Abou Dabi. Mais par manque de temps ce projet est abandonné et l’événement a lieu à Newark dans le New Jersey. 
Un combat entre Tito Ortiz et Antônio Rogério Nogueira a été reporté à l'UFC Fight Night 24.
Un combat entre Brendan Schaub et Frank Mir a été finalement annulé, Mir fut remplacé par Mirko Filipovic.
Un combat entre Chael Sonnen et Yoshihiro Akiyama a dû être annulé à la suite de l'arrestation de Chael pour blanchissement d'argent quelques jours avant. Un autre adversaire prit la place de Chael mais à la suite des catastrophes au Japon, Akiyama se retira du combat laissant place à un combat opposant Nate Marquardt et Dan Miller.
Quinton Jackson devait prendre part au main event contre Mauricio Rua mais à la suite de son surpoids, il dut déclarer forfait.
Un autre adversaire, Rashad Evans, était prévu mais, à la suite de sa blessure, il dut déclarer forfait laissant Jon Jones avoir sa chance.
Karlos Vermola devait combattre Luiz Cane mais, à la suite d'une blessure, laissa sa place à Eliot Marshall.
Manvel Gamburyan devait affronter Raphael Assunção mais, à la suite d'une blessure, il se fit remplacer par Eric Koch.

## Programme officiel[10]

### Programme principal
- Light Heavyweight Championship :  Mauricio Rua vs.  Jon Jones

Jones bat Rua par TKO (frappes), au round 3 (2:37), et remporte la ceinture poids lourds-légers de l'UFC
- Bamtamweight :  Urijah Faber vs.  Eddie Winland

Faber bat Wineland par décision unanime (29-28, 29-28, 29-28)
- Lightweight :  Jim Miller vs.  Kamal Shalorus

Miller bat Shalorus par TKO (punches), au round 3 (2:15)
- Middleweight :  Nate Marquardt vs.  Dan Miller

Marquardt bat  Miller par décision unanime (30-27, 30-27, 30-27)).
- Heavyweight :  Mirko Filipovic vs.  Brendan Schaub

Schaub bat Mirko "Cro Cop"  par KO (punch), au round 3 (3:44)

### Programme préliminaire
- Light Heavyweight :  Luiz Cane vs.  Eliot Marshall

Cane bat  Marshall par TKO (punches), au round 1 (2:15)
- Welterweight :  Edson Barboza vs. Antony Njokuani

Barboza bat  Njokuani par décision unanime (29-28, 29-28, 29-28)
- Welterweight :  Ricardo Almeida vs.  Mike Pyla

Pyle bat  Almeida par décision unanime (29-28, 30-27, 30-27)
- Lightweight:  Kurt Pellegrino vs.  Gleison Tibau

Tibau bat  Pellegrino par décision partagée (29-28, 28-29, 29-28)
- Bamtamweight:  Joseph Benavidez vs.  Ian Loveland

Benavidez  bat  Loveland par décision unanime (29-28, 30-27, 30-27)
- Catchweight:  Nick Catone vs.  Constatinos Philippou

Catone bat  Philippou par décision unanime (30-27, 30-27, 30-27)
- Featherweight :  Raphael Assunção vs.  Eric Koch

Koch bat  Assuncao par KO (punch), au round 1 (2:32).

## Bonus de la soirée
Les combattants suivant ont été récompensés d'un bonus de 70 000 $.
- Combat de la soirée : Edson Barboza vs. Antony Njokuani
- KO de la soirée : Brendan Schaub et Eric Koch

Aucun bonus de soumission de la soirée n'a été attribué puisqu'aucun match de l'évènement ne s'est terminé par soumission.